# Olympische Sommerspiele 1900/Leichtathletik – 200 m (Männer)
Der 200-Meter-Lauf der Männer bei den Olympischen Spielen 1900 in Paris wurde am 22. Juli 1900 im Croix Catelan ausgetragen. Es nahmen insgesamt 8 Sportler teil. Dieser Wettbewerb gehörte erstmals zum olympischen Programm.
Auch auf dieser Sprintstrecke gab es einen US-amerikanischen Sieg. Der Olympiazweite über 60 und 100 Meter Walter Tewksbury gewann die Goldmedaille. Silber ging an den Inder Norman Pritchard. Der Australier Stan Rowley errang wie schon über 60 und 100 Meter Bronze.

## Rekorde
Die folgende Liste enthält die Rekorde, wie sie vor den Olympischen Spielen waren. Alle Weltrekorde sind inoffiziell.
Der inoffizielle Weltrekord wurde jeweils in Rennen über 220 Yards aufgestellt, das entspricht 201,168 Metern.
| Weltrekord         | 21,4 s                                      | James Maybury                               | USA                                         | Chicago (USA), 5. Juni 1897                 |
| Weltrekord         | 21,4 s                                      | Bernard Wefers                              | USA                                         | Toronto (USA), 25. September 1897           |
| Olympischer Rekord | Wettbewerb erstmals im olympischen Programm | Wettbewerb erstmals im olympischen Programm | Wettbewerb erstmals im olympischen Programm | Wettbewerb erstmals im olympischen Programm |

Folgende Rekorde wurden bei den Olympischen Spielen 1900 in dieser Disziplin gebrochen oder eingestellt:
| Olympischer Rekord | 24,0 s | William Holland  | USA | 1. Vorlauf, 22. Juli |
| Olympischer Rekord | 22,2 s | Walter Tewksbury | USA | Endlauf, 22. Juli    |

## Medaillen
Wie schon bei den I. Olympischen Spielen vier Jahre zuvor gab es jeweils eine Silbermedaille für den Sieger und Bronze für den zweitplatzierten Athleten. Der Sportler auf Rang drei erhielt keine Medaille.

## Ergebnisse

### Vorläufe

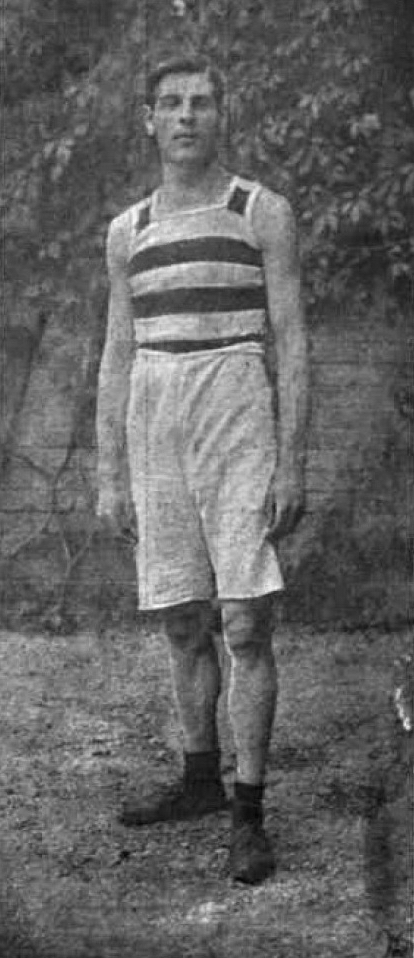
Ernő Schubert – ausgeschieden als Vierter des ersten Vorlaufs

22. Juli 1900
Die Vorrunde wurde in zwei Läufe mit je drei Sportlern aufgeteilt. Die besten zwei aus jedem Lauf – hellblau unterlegt – erreichten den Endlauf.
Abweichende oder unvollständige Angaben zu den Vorläufen gibt es in den verschiedenen Quellen. Bei Kluge, dessen Darstellung ansonsten mit der bei Sports-Reference übereinstimmt, werden jeweils nur die ersten drei Läufer genannt. Zur Megede spricht von 3 Vorläufen und sagt dazu nur aus, dass die beiden Deutschen Kurt Doerry und Julius Keyl ausgeschieden seien. Die beiden Tabellen unten führen die Version von Sports-Reference mit den dort zusätzlich zu Kluge benannten Viertplatzierten auf.
Vorlauf 1
| Platz | Name                  | Land       | Zeit      |    |
| ----- | --------------------- | ---------- | --------- | -- |
| 1     | William Holland       | USA        | 24,0 s    | OR |
| 2     | Norman Pritchard      | Indien     | unbekannt |    |
| 3     | Adolphe Klingelhoefer | Frankreich | unbekannt |    |
| 4     | Ernő Schubert         | Ungarn     | unbekannt |    |

Holland war seinen Gegnern klar überlegen und feierte einen leichten Sieg.
Vorlauf 2
| Platz | Name              | Land        | Zeit      |
| ----- | ----------------- | ----------- | --------- |
| 1     | Stan Rowley       | Australien  | 25,0 s    |
| 2     | Walter Tewksbury  | USA         | unbekannt |
| 3     | Yngvar Bryn       | Norwegen    | unbekannt |
| 4     | Albert Werkmüller | Deutschland | unbekannt |

Tewksbury hatte auf Rowley einen Rückstand von einem Fuß. Die weiteren Teilnehmer lagen deutlich zurück.

### Finale

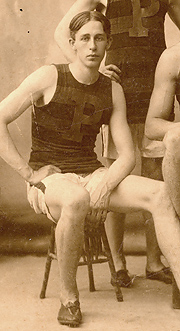
Walter Tewksbury errang nach seinem Sieg über 400 Meter Hürden, zweiten Plätzen über 60 und 100 Meter sowie Rang drei über 200 Meter Hürden den Olympiasieg über 200 Meter

22. Juli 1900
Über die Rangfolge der Medaillengewinner sind sich die verschiedenen hier verwendeten Quellen einig. Bei zur Megede wird im Gegensatz zu den drei anderen der viertplatzierte Holland nicht aufgeführt. Einzig auf der Seite des IOC sind auch Zeiten für den zweit- und drittplatzierten Läufer benannt. Diese letztgenannte Version wird in der Tabelle unten dargestellt.
| Platz | Name             | Land       | Zeit      |    |
| ----- | ---------------- | ---------- | --------- | -- |
| 1     | Walter Tewksbury | USA        | 22,2 s    | OR |
| 2     | Norman Pritchard | Indien     | 22,8 s    |    |
| 3     | Stan Rowley      | Australien | 22,9 s    |    |
| 4     | William Holland  | USA        | unbekannt |    |

Im Endlauf übernahm zunächst Pritchard die Führung. Tewksbury überholte ihn auf etwa halber Strecke und gewann schließlich leicht. Der Olympiasieger hatte zum Zweiten einen Vorsprung von zweieinhalb Yards. Rowley lag ein weiteres halbes Yard zurück, während Holland nur knapp hinter Rowley das Ziel erreichte.

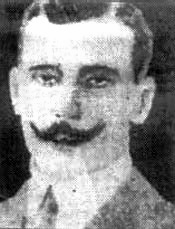
Der Olympiazweite Norman Pritchard
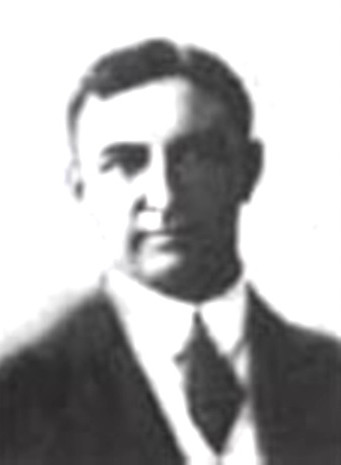
Stan Rowley – zum dritten Mal auf Rang drei (außerdem über 60 und 100 Meter)
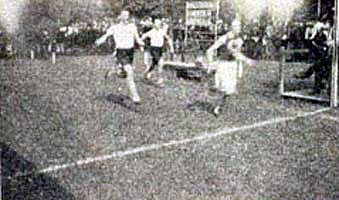
Rang vier für William Holland (hier als Vorlaufsieger über 400 Meter)